# Sid Atkinson
Sidney James Montford „Sid“ Atkinson (24. března 1901 Durban – 31. srpna 1977 Durban) byl jihoafrický atlet, sprinter, olympijský vítěz v běhu na 110 metrů překážek z roku 1928.

## Sportovní kariéra
Prvních atletických úspěchů dosáhl v roce 1922, kdy zaběhl 110 metrů překážek v čase 15,2 a 400 metrů překážek za 56,5. Na olympiádě v Paříži v roce 1924 skončil ve finále na 110 metrů překážek druhý, když klopýtl na poslední překážce a těsně prohrál s Dan Kinseyem. O čtyři roky později v Amsterdamu byl úspěšnější a stal se olympijským vítězem v této disciplíně. Startoval zde rovněž v běhu na 100 metrů, ale nepostoupil do finále.